# Cichla ocellaris
 Cichla ocellaris és una espècie de peix de la família dels cíclids i de l'ordre dels perciformes.
Els adults poden assolir 74cm de longitud total i els 6,800 kg de pes. Es troba a Sud-amèrica: Surinam, Guaiana Francesa i Guaiana.